# Taeniodera bufo
Taeniodera bufo är en skalbaggsart som beskrevs av Gilbert John Arrow 1910. Taeniodera bufo ingår i släktet Taeniodera och familjen Cetoniidae. Inga underarter finns listade i Catalogue of Life.